# World Team Cup 2010
De ARAG World Team Cup 2010  werd gehouden van 16 tot en met 22 mei 2010 in het Duitse Düsseldorf. Het was de drieëndertigste editie van het tennistoernooi tussen landen. Dit toernooi bestaat uit twee singlepartijen en één dubbelpartij.
De Argentijnen wonnen voor de vierde keer.

## Groepsfase

### Blauwe Groep

#### Stand
| Pos. | Land       | W | V | Wedstr. | Sets    |
| ---- | ---------- | - | - | ------- | ------- |
| 1.   | Argentinië | 3 | 0 | 6 – 3   | 13 – 10 |
| 2.   | Frankrijk  | 2 | 1 | 5 - 4   | 13 – 9  |
| 3.   | Duitsland  | 1 | 2 | 4 – 5   | 10 – 11 |
| 4.   | Servië     | 0 | 3 | 3 – 6   | 7 – 13  |

#### Wedstrijden
| Duitsland                             | - | Frankrijk                             | 1 - 2               |
| ------------------------------------- | - | ------------------------------------- | ------------------- |
| Philipp Kohlschreiber                 | - | Jérémy Chardy                         | 2-6, 4-6            |
| Andreas Beck                          | - | Paul-Henri Mathieu                    | 7-6(1), 6-7(4), 6-4 |
| Philipp Kohlschreiber Christopher Kas | - | Jérémy Chardy Nicolas Mahut           | 6-3, 3-6, [5-10]    |
| Argentinië                            | - | Servië                                | 2 - 1               |
| Horacio Zeballos                      | - | Filip Krajinović                      | 6-1, 6-4            |
| Juan Mónaco                           | - | Viktor Troicki                        | 1-6, 6-3, 7-6(3)    |
| Eduardo Schwank Horacio Zeballos      | - | Viktor Troicki Nenad Zimonjić         | 1-6, 6-3, [6-10]    |
| Argentinië                            | - | Duitsland                             | 2 - 1               |
| Horacio Zeballos                      | - | Philipp Kohlschreiber                 | 3-6, 4-6            |
| Eduardo Schwank                       | - | Andreas Beck                          |                     |
| Juan Mónaco Horacio Zeballos          | - | Philipp Kohlschreiber Christopher Kas | 6-2, 6-3            |
| Frankrijk                             | - | Servië                                | 2 - 1               |
| Paul-Henri Mathieu                    | - | Dušan Lajovic                         | 6-3, 6-4            |
| Jérémy Chardy                         | - | Viktor Troicki                        | 4-6, 2-6            |
| Jérémy Chardy Nicolas Mahut           | - | Viktor Troicki Nenad Zimonjić         | 7-6(4), 6-2         |
| Duitsland                             | - | Servië                                | 2 - 1               |
| Philipp Kohlschreiber                 | - | Viktor Troicki                        | 7-6(1), 6-4         |
| Andreas Beck                          | - | Filip Krajinović                      | 7-5, 6-4            |
| Andreas Beck Florian Mayer            | - | Filip Krajinović Nenad Zimonjić       | 3-6, 6(4)-7         |
| Frankrijk                             | - | Argentinië                            | -                   |
| Jérémy Chardy                         | - | Juan Mónaco                           | 6-3, 6-4            |
| Paul-Henri Mathieu                    | - | Eduardo Schwank                       | 6-3, 3-6, 2-6       |
| Jérémy Chardy Nicolas Mahut           | - | Juan Mónaco Horacio Zeballos          | 5-7, 6-3, [8-10]    |

### Rode Groep

#### Stand
| Pos. | Land             | W | V | Wedstr. | Sets    |
| ---- | ---------------- | - | - | ------- | ------- |
| 1.   | Verenigde Staten | 3 | 0 | 6 – 3   | 14 – 8  |
| 2.   | Tsjechië         | 2 | 1 | 5 – 4   | 11 – 10 |
| 3.   | Spanje           | 1 | 2 | 4 – 5   | 10 – 12 |
| 4.   | Australië        | 0 | 3 | 3 – 6   | 8 – 14  |

#### Wedstrijden
| Australië                  | - | Verenigde Staten              | 1 - 2               |
| -------------------------- | - | ----------------------------- | ------------------- |
| Peter Luczak               | - | Sam Querrey                   | 7-6(4), 6(3)-7, 3-6 |
| Lleyton Hewitt             | - | John Isner                    | 6-2, 6-4            |
| Paul Hanley Carsten Ball   | - | John Isner Sam Querrey        | 7-5, 4-6 [8-10]     |
| Tsjechië                   | - | Spanje                        | 2 - 1               |
| Jan Hájek                  | - | Daniel Gimeno Traver          | 6-2, 6-2            |
| Tomáš Berdych              | - | Nicolás Almagro               | 6(4)-7, 6-4, 6-3    |
| Tomáš Berdych Lukáš Dlouhý | - | Daniel Gimeno-Trav Marc López | 6(4)-7, 6-0, [6-10] |
| Verenigde Staten           | - | Spanje                        | 2 - 1               |
| Robby Ginepri              | - | Nicolás Almagro               | 3-6, 7-5, 6(4)-7    |
| Sam Querrey                | - | Daniel Gimeno Traver          | 6-3, 6-4            |
| Bob Bryan Mike Bryan       | - | Daniel Gimeno-Trav Marc López | 6-3, 7-5            |
| Tsjechië                   | - | Australië                     | 2 - 1               |
| Jan Hájek                  | - | Peter Luczak                  | 6-1, 6-2            |
| Tomáš Berdych              | - | Carsten Ball                  | 6-3, 7-6(4)         |
| Tomáš Berdych Lukáš Dlouhý | - | Carsten Ball Peter Luczak     | 3-6, 7-5, [6-10]    |
| Verenigde Staten           | - | Tsjechië                      | 2 - 1               |
| Sam Querrey                | - | Jan Hájek                     | 6-3, 7-5            |
| John Isner                 | - | Tomáš Berdych                 | 6-1, 1-6, 6(4)-7    |
| Bob Bryan Mike Bryan       | - | Tomáš Berdych Lukáš Dlouhý    | 7-5, 7-5            |
| Australië                  | - | Spanje                        | 1 - 2               |
| Lleyton Hewitt             | - | Nicolás Almagro               | 1-6, 3-6            |
| Peter Luczak               | - | Daniel Gimeno Traver          | 3-6, 2-6            |
| Paul Hanley Lleyton Hewitt | - | Daniel Gimeno-Trav Marc López | 3-6, 6-2, [10-7]    |

## Finale
| Argentinië                      | - | Verenigde Staten     | 2 - 1            |
| ------------------------------- | - | -------------------- | ---------------- |
| Juan Mónaco                     | - | Sam Querrey          | 1-6, 6-2, 6-3    |
| Horacio Zeballos                | - | Robby Ginepri        | 6-4, 6(7)-7, 7-5 |
| Eduardo Schwank Diego Veronelli | - | Bob Bryan Mike Bryan | 1-6, 2-6         |